# W. H. Lewis
Warren Hamilton Lewis, surnommé « Warnie » (16 juin 1895 – 9 avril 1973), est un militaire et historien britannique, principalement connu en tant que frère aîné de l'écrivain C. S. Lewis. Tous deux appartenaient au cercle littéraire des Inklings.

## Biographie
Lewis combat en France durant la Première Guerre mondiale et poursuit sa carrière militaire en Afrique et en Chine jusqu'en 1932, où il prend sa retraite avec le grade de capitaine. Il est rappelé en 1939, au début de la Seconde Guerre mondiale, et reçoit le rang temporaire de major. Il commence à écrire après ce conflit, se spécialisant dans l'histoire de la France des XVIIe et XVIIIe siècles.
Les deux frères Lewis sont très proches. À partir de 1943, Warren devient le secrétaire de Clive, et après sa mort, en 1963, il édite une première édition de sa correspondance (1966). Des extraits des journaux de Warren Lewis, qui offrent entre autres un nouvel éclairage sur les réunions des Inklings, ont été publiés en 1982.
John Wain déclare de Warren Lewis qu'il est « [l'homme] le plus courtois que j'aie jamais rencontré ».

## Publications
- The Splendid Century: Some Aspects of French Life in the Reign of Louis XIV (1953)
- The Sunset of the Splendid Century: The Life and Times of Louis Auguste de Bourbon, Duc de Maine, 1670-1736 (1955)
- The Scandalous Regent: A Life of Philippe, Duc d'Orléans, 1674-1723 and of his family (1961)